# 国鉄タキ1900形貨車
国鉄タキ1900形貨車（こくてつタキ1900がたかしゃ）は、日本国有鉄道（国鉄）及び1987年（昭和62年）4月の国鉄分割民営化後は日本貨物鉄道（JR貨物）に車籍を有する、40t積みセメント専用の私有貨車（タンク車）である。

## 概要
本形式は、1964年（昭和39年）から1981年（昭和56年）にかけて、川崎車輛、日立製作所、日本車輌製造、三菱重工業で、78ロット1,729両が製造された。この両数は日本の私有貨車における単一形式の最多両数である。
記号番号表記は特殊標記符号「コ」（全長 12 m 以下）を前置し「コタキ」と標記する。番号は、次のとおりである。装備する台車によって番台区分がなされており、それについても併記する。
- タキ1900 - タキ1999
- タキ11900 - タキ11999
- タキ21900 - タキ21999
- タキ31900 - タキ31999
- タキ41900 - タキ41999
- タキ51900 - タキ51999
- タキ61900 - タキ61999
- タキ71900 - タキ71999
- タキ81900 - タキ81999
- タキ91900 - タキ91999
- タキ101900 - タキ101951（TR209系台車装備。タキ101952 - タキ101999は欠番）
- タキ111900 - タキ111986（タキ111987 - タキ111999は欠番）
- タキ112000 - タキ112079（TR41F台車装備。タキ112080 - タキ112099は欠番）
- タキ112068(II), タキ112069(II)（事故廃車の補充）
- タキ112100 - タキ112208（TR41G台車装備。タキ112209 - タキ112299は欠番）
- タキ112300 - タキ112698（TR41E-13, TR225,TR213C台車装備）

## 構造

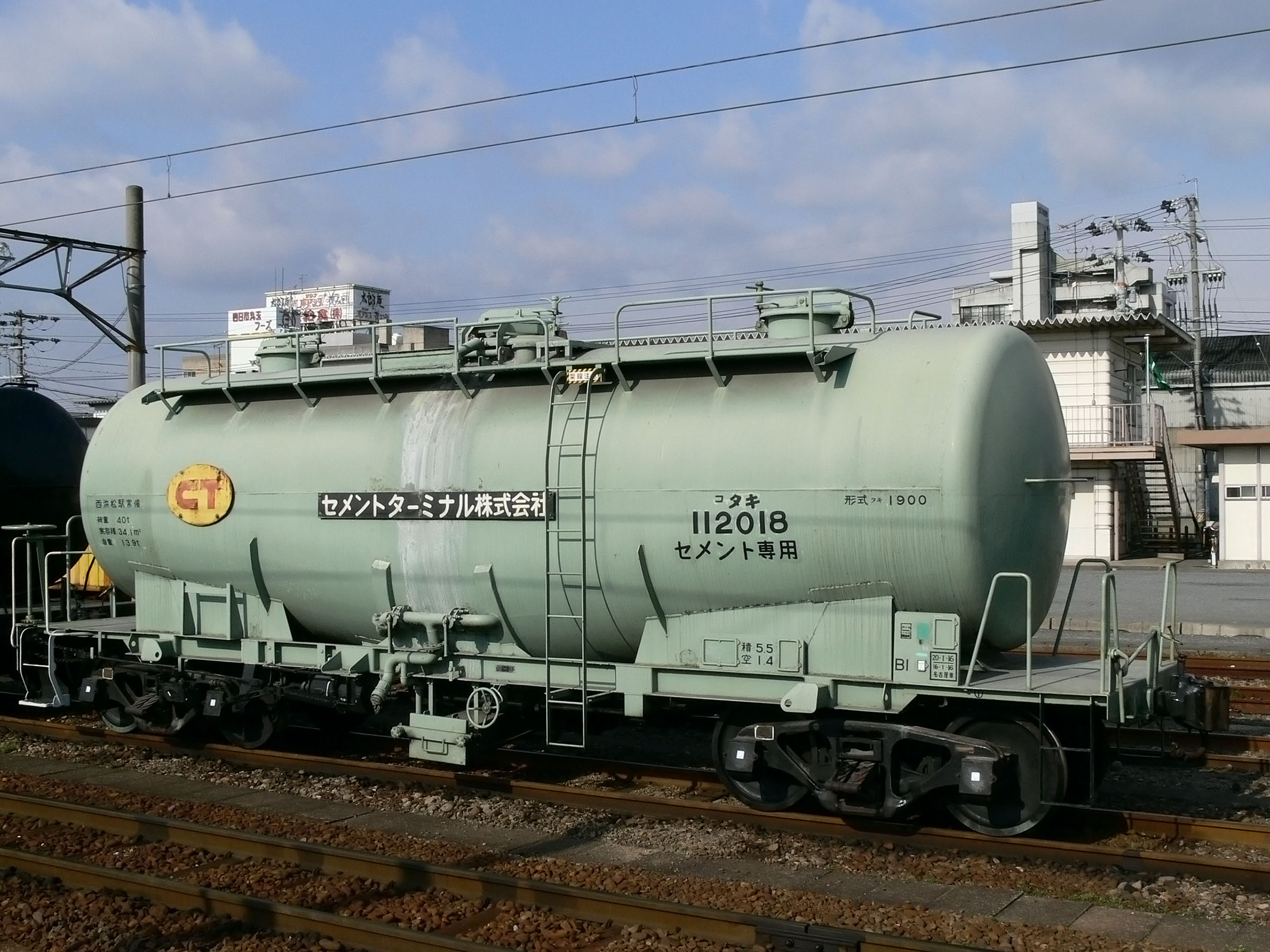
^{コ}タキ112018。セメントターミナル所有車は薄緑色（2006年3月、四日市駅）

本形式は日本初の40t積み粉体セメント専用車であり、35t積みであったタキ7300形の拡大型である。40tものセメントを積載するため、台枠中梁とタンク体をタンク受台を介して強度的に一体化して自重削減を図った。タンク体は普通鋼製のドームレス異径胴で、内側にはセメント付着を防ぐため、耐アルカリ塗料が塗布されている。タンクの容積は32.0 - 36.4m3で、台枠長は10,000mm、最大長は10,800mmである。
積み込み口は3箇所または4箇所あり、車体下部中央の両側に取り降ろし口を装備する。この形態は所有者により異なる。
荷役方式はエアスライド式。これはセメントを取り出す際に、タンク下部から空気を噴き出し、タンクとセメントの間に薄い空気の層をつくってセメントを流しだす方式である。
台車はベッテンドルフ式2軸ボギー台車で、初期の車両はTR41C・D・E・G、後期の車両はTR209B・C、TR213C、TR225などを装備する。塗装は基本的に黒だが、大量集約輸送用（セメントターミナル所有）は区別のため薄緑色（淡緑3号）に塗装された。

## 形態区分

### 川崎重工業製
タキ1900形を開発した川崎重工製のグループで、1996年4月1日時点で691両が残存していた。

### 日立製作所製
日立製作所製グループはタキ1900形の対抗形式であったタキ19000形をベースとしたもので、タンク外周には補強環が4本設置されている。1996年4月1日時点での残存数は102両であった。

### 日本車輌製造製
日本車輌製造が製造したグループでは、タンク体に4本の補強環が設置されている。1996年4月1日時点で60両が残存していた。

### 三菱重工業製（101900番台）
三菱重工業製グループは台車をころ軸受のTR209系を装着しており、車両番号は101900番台に区分された。1996年4月1日時点で35両が残存していた。

### 標準車（112000番台）
セメント輸送の共同ターミナルを運営するセメントターミナルの設立に際して、国鉄主導で設計を統一した標準車として1973年より日本車輌、日立製作所、川崎重工で製造された。車両番号は112000番台となった。1974年以降の増備車は一般輸送用も含めて一部の例外を除き標準車がベースとなった。
1996年4月1日時点で445両が残存していた。タキ112068・112069の2両は落成1年後に事故廃車となり、1976年に同番号の2代目が製造された。

## 所有者
タキ1900形を所有していた企業は、セメントターミナル以外では住友セメント、太平洋セメント（旧:小野田セメント、チチブセメント、日本セメント）、大阪セメント、日立セメント、三井鉱山、三菱マテリアル（いずれも旧:三菱鉱業セメント、東北開発）、明星セメント、電気化学工業などが挙げられる。
国鉄末期の1986年（昭和61年）度から本形式の淘汰が始まり、1987年（昭和62年）4月の国鉄分割民営化時には1,466両がJR貨物に継承され、1995年（平成7年）度末時点では1,333両が現存していたが、以後は各地でセメント専用列車の廃止が進んで本形式の余剰車が発生したことや老朽化により廃車が進んだ。
2010年（平成22年）4月時点では222両在籍。

### 小野田セメント→太平洋セメント
日本国内の鉄道セメント輸送は廃止が進み、2021年時点では三重県の太平洋セメント藤原工場から四日市出荷センターまでのルートが残るのみとなった。
日本唯一となったタキ1900形によるセメント列車は三岐鉄道の東藤原駅から三岐線とJR関西本線を経由し、四日市駅からは末広橋梁を通って旧四日市港駅にある四日市出荷センターまで運転され、降ろされたセメントは船舶に積み替えて全国各地に出荷されている。2021年時点で5往復が運転されているが、例年4月末から6月上旬頃は藤原工場の定期修理に合わせて運休期間とされている。
2021年8月末時点で東藤原駅常備のタキ1900形は95両が確認されている。内訳は川重製グループ42両、日車製グループ32両、標準車グループのうち日車製の21両であり、各車とも延命工事により台車が他社所有のタキ1900形の廃車で発生したころ軸受のTR225AまたはTR225A-1に交換されている。社名標記は長らく「小野田セメント」のままであったが、2008年の藤原工場定期修理による運休期間中に「太平洋セメント」の標記へ一斉交換された。
当初から東藤原駅常備であった車両のほか、厚木駅・津久見駅・金田駅・川島駅などからの移籍車も存在した。東藤原駅常備車は中央の積込口が大型化されている。